# Косовска битка (1369)
Косовска битка вођена је 1369. године између војски Лазара Хребељановића, Николе Алтомановића и Уроша Немањића са једне и војске краља Вукашина Мрњавчевића са друге стране. Завршена је Вукашиновом победом и заробљавањем српског цара.

## Увод
Вукашин Мрњавчевић је у годинама након крунисања за краља настојао да западну Македонију стави под своју потпуну контролу. Када је то учинио, одлучио је да се позабави и рашким земљама. Рашка властела нашла се на удару српског краља. На првом месту се угрожен нашао Вук Бранковић. Вук Бранковић је био ожењен Маром, ћерком Лазара Хребељановића. Лазар је одржавао добре односе са својим зетом и двојица великаша тесно су сарађивали. Стога се осетио обавезним да му пружи помоћ онда када му је опасност запретила од Вукашина Мрњавчевића. Лазар је на своју страну придобио и Николу Алтомановића, нећака Војислава Војиновића, господара Рудника. Савезу је пришао и цар Урош Немањић. Тиме су Лазар и Никола Алтомановић своме деловању дали легитимитет скривајући се иза царског имена. Истакнуто је да се Вукашин, иако краљ, сматра узурпатором царских овлашћења.

## Битка
Вукашин је на бојно поље довео добро извежбану војску и професионалне војнике. Лазар Хребељановић у то време није могао да издржава већи број професионалних ратника те су се његове снаге углавном састојале од присилно мобилисаних и слабо наоружаних себара. Никола Алтомановић је тада могао да доведе већи број војника који су били довољно извежбани у вишегодишњим ратовањима, али то очигледно није урадио. Тада је био у сукобу са босанским баном Твртком те је већину снага држао усмерену ка Босни. Његов савезник Санко Милтеновић потучен је у налету Твртка. Сем тога, Алтомановић је одређене снаге држао у градском залеђу Дубровника. Био је разапет на више фронтова те на бојно поље није могао извести довољан број војника. Изгледа да је сукоб са Мрњавчевићем схватио олако. Урош са собом није повео значајније снаге. До сукоба је дошло негде на Косову. Могућа локација јесте околина Звечана. Град је некада држао Војислав Војиновић, а сада је њиме управљао Никола Алтомановић. Никола Алтомановић је, као и у свакој бици, лично повео главнину војске. Лазар је опрезно посматрао ток битке. Налазио се на положају са кога је сваког момента могао несметано да се извуче. Веома брзо је увидео да је Вукашинова војска много јача и спремнија од њихове. Стога је од своје војске извукао оно што је иоле било вредно и што ће касније моћи да употреби. Део војске једноставно је оставио и сам се извукао са бојног поља. Обруч око Алтомановића се и даље стезао, али се он успео извући са бојног поља. Војска му је претрпела тешке губитке. Судбина цара Уроша била је најгора. Вукашин га је заробио живог, али није дозволио да га повреде. Након битке на Косову једно време нема вести о Алтомановићу. Може се претпоставити да је у бици рањен те да се лечио.

## Последице
Судбина Лазара Хребељановића након битке остаје непозната, али је он у том тренутку био безначајан у односу на Вукашина. Користећи се пасивношћу Николе Алтомановића након битке, Лазар му преотима неке територије међу којима је и Рудник, најбогатије место кога је Алтомановић држао (1369). Властелин Милош Повић користи прилику да освоји моћни град Звечан. Санко се такође окористио Алтомановићевим сломом. Успео се измирити са баном Твртком, вероватно уз посредовање Дубровачке републике. Под своју власт ставио је Конавли. Алтомановићева пасивност довела је до претпоставки да битку није ни преживео. Изгубио је велики број војске, као и градове Рудник и Звечан. Међутим, његов опоравак био је изузетно брз. Ступио је у савез са мачванским баном Николом Горјанским Старијим, једним од најјачих угарских великаша и убрзо је обновио непријатељске акције против Вукашина, Твртка и Санка Милтеновића. Санко је страдао у сукобу са Алтомановићем у близини Требиња (1370).
Вукашин није успео искористити победу на Косову. Једини резултат битке било је рашчишћавање односа са царем Урошем. Након Косовске битке, Вукашин се и званично сматрао независним од њега. У писму Дубровнику он себе назива господарем "земљи српској и Грком западним странама" без икаквог помињања Уроша. Урош нестаје из политичког живота. Више му се не обраћа ни Хиландар, па чак ни Дубровчани који су одувек били присталице легитимитета. Још један од резултата битке на Косову јесте стварање непријатељства између Лазара Хребељановића и Николе Алтомановића што ће се убрзо после Маричке битке показати кобним по Алтомановића.

## Занимљивости
Сукоб браће Мрњавчевића и цара Уроша описан је у народној песми „Урош и Мрњавчевићи.”